# Guépard asiatique
Acinonyx jubatus venaticus
Pour les articles homonymes, voir Guépard (homonymie).
Espèce
Sous-espèce
Statut CITES
Statut de conservation UICN

 CR A2acd; C1 : 
En danger critique
Le guépard asiatique (ou guépard iranien, guépard d'Iran, n. latin: Acinonyx jubatus venaticus) est une sous-espèce de guépards en danger critique d'extinction désormais limité aux régions montagneuses et désertiques du centre de l'Iran, notamment autour du Dacht-e Kavir.

## Dénominations
Le guépard asiatique est aussi appelé guépard iranien ou guépard d'Iran.
Son nom scientifique, Acinonyx jubatus venaticus, est composé du nom générique, Acinonyx, d'une épithète spécifique, jubatus, et d'une épithète terminale, venaticus.

## Caractéristiques
Le guépard asiatique a une fourrure de couleur chamois à fauve clair, plus pâle sur les côtés, sur le devant du museau, sous les yeux et à l'intérieur des pattes. De petites taches noires sont disposées en lignes sur la tête et la nuque, mais elles sont irrégulièrement dispersées sur le corps, les pattes, les pieds et la queue. L'extrémité de la queue présente des rayures noires. Le pelage et la crinière sont plus courts que ceux des guépards africains. La tête et le corps d'un guépard asiatique adulte mesurent environ 112-135 cm, avec une queue longue de 66-84 cm. Il pèse environ 34-54 kg. Les mâles sont légèrement plus grands que les femelles.

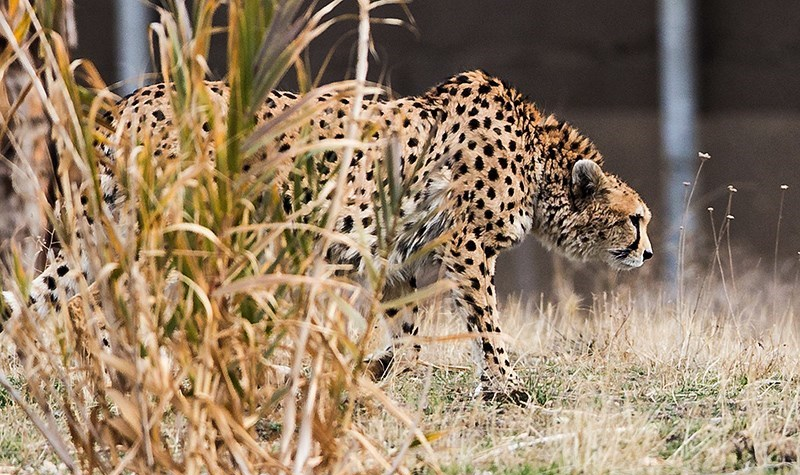
Guépard asiatique.

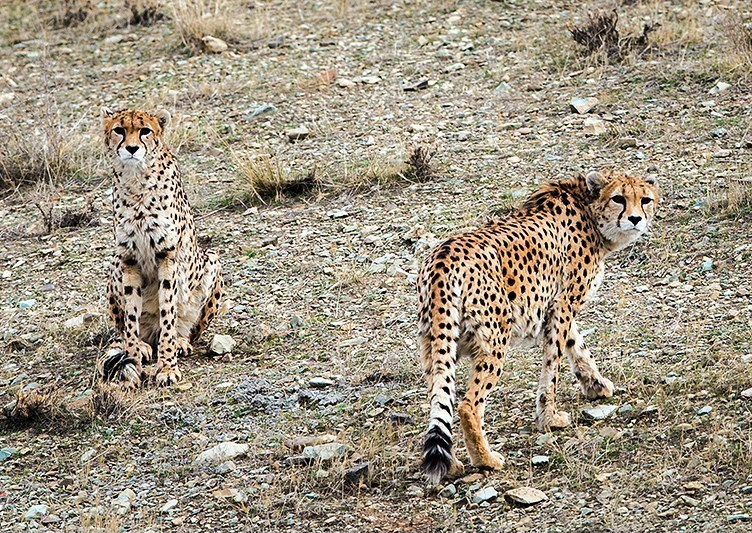
Guépards iraniens.

Le guépard est l'animal terrestre le plus rapide au monde. On pensait auparavant que la température corporelle d'un guépard augmentait pendant une chasse en raison d'une forte activité métabolique. En peu de temps pendant une chasse, un guépard peut produire 60 fois plus de chaleur qu'au repos, une grande partie de la chaleur, produite par la glycolyse, étant stockée pour éventuellement augmenter la température corporelle. Cette affirmation a été étayée par des données provenant d'expériences dans lesquelles deux guépards ont couru sur un tapis roulant pendant des minutes, mais contredite par des études en milieu naturel, qui indiquent que la température corporelle reste relativement la même pendant une chasse. Une étude de 2013 suggère une hyperthermie de stress et une légère augmentation de la température corporelle après une chasse. La nervosité du guépard après une chasse peut induire une hyperthermie de stress, qui implique une forte activité nerveuse sympathique et augmente la température corporelle. Après une chasse, le risque qu'un autre prédateur s'empare de sa proie est grand, et le guépard est en état d'alerte élevé et stressé. L'activité sympathique accrue prépare le corps du guépard à courir lorsqu'un autre prédateur s'approche. Dans l'étude de 2013, même le guépard qui n'a pas poursuivi sa proie a connu une augmentation de la température corporelle une fois la proie capturée, montrant une activité sympathique accrue.[pertinence contestée]

## Écologie et comportement
La plupart des observations de guépards dans la Réserve naturelle de Miandasht entre janvier 2003 et mars 2006 ont eu lieu pendant la journée et près des cours d'eau. Ces observations suggèrent qu'ils sont plus actifs lorsque leurs proies le sont.
Les données de piégeage par caméra obtenues entre 2009 et 2011 indiquent que certains guépards se déplacent sur de longues distances. Une femelle a été enregistrée dans deux zones protégées distantes d'environ 150 km et traversées par une voie ferrée et deux autoroutes. Ses trois frères et sœurs mâles et un mâle adulte différent ont été enregistrés dans trois réserves, ce qui indique qu'ils ont de grands domaines vitaux.
Le guépard asiatique se nourrit d'herbivores de taille moyenne, dont le chinkara, la gazelle à goitre, le mouflon, la chèvre sauvage et le lièvre du Cap. Dans la réserve de biosphère de Turan, les guépards utilisent un large éventail d'habitats, mais préfèrent les zones proches des sources d'eau. Cet habitat se chevauche à 61% avec le mouton sauvage, 36% avec l'hémione, et 30% avec la gazelle.
En Inde, la proie était autrefois abondante. Avant son extinction dans le pays, le guépard se nourrissait de l'antilope cervicapre, du chinkara, et parfois du chital et de l'antilope nilgaut.

## Habitat et répartition
Son aire de répartition est désormais limitée aux régions du nord-est de l’Iran. Autrefois celle-ci s’étendait de la péninsule arabique à l'Asie centrale en passant par l'Inde, la Turquie et peut être le Caucase.
Ils ont progressivement disparus de toutes ces régions depuis la fin du XIXe siècle. Le dernier guépard observé en Irak a été tué par une voiture vers 1947-48. Les deux derniers guépards observés en Arabie saoudite ont été tués en 1973.
Il pourrait subsister quelques individus à l’état sauvage en Afghanistan. Des peaux provenant prétendument de spécimens locaux apparaissent de temps en temps. Une a été photographiée en 2006, il a été affirmé qu'elle provenait de la province de Samangan.

## Classification

### Histoire évolutive
Les résultats d'une étude phylogéographique de cinq ans sur les sous-espèces de guépards indiquent que les populations de guépards asiatiques et africaines se sont séparées il y a 32 000 à 67 000 ans et sont génétiquement distinctes. Des échantillons de 94 guépards pour l'extraction de l'ADN mitochondrial ont été prélevés dans neuf pays sur des individus sauvages, saisis et captifs et sur des spécimens de musée. La population iranienne est considérée comme monophylétique et est la dernière représentante de la sous-espèce asiatique.

## Menaces et conservation
Cette sous-espèce de guépards est en danger critique d'extinction.
Entre décembre 2011 et novembre 2013, 84 individus ont été observés dans 14 zones protégées différentes, et 82 individus ont été identifiés à partir de clichés pris avec des pièges photographiques. En décembre 2017, on estime qu'il reste moins de 50 individus dans trois sous-populations dispersées sur 140 000 km2 sur le plateau central de l'Iran. Afin de sensibiliser la communauté internationale à la conservation du guépard asiatique, une illustration a été utilisée sur les maillots de l'équipe nationale de football iranienne lors de la Coupe du Monde de la FIFA 2014.
Au début des années 2000, des chercheurs et généticiens indiens ont évoqué l'idée de réintroduire l'espèce dans le pays, en utilisant une méthode avancée de clonage de guépards en provenance d'Iran. Un autre programme de réintroduction, cette fois-ci basé sur l'importation de guépards africains, a quant à lui été stoppé par la Cour suprême indienne en 2012. Mais le 28 janvier 2020 la Cour suprême indienne a autorisé une réintroduction expérimentale de félins en provenance d'Afrique. En septembre 2022, après avoir été retardé par la pandémie du COVID-19, la mission de réintroduction de guépard en Inde a débuté. L'objectif est d'apporter sur une durée de plusieurs années jusqu'à une centaine de guépards provenant d'Afrique, car la population Iranienne est trop fragile pour que les biologistes se permettre de déplacer des individus. Les généticiens s'efforcent de sélectionner des individus de tout le continent Africain afin d'importer en Inde des individus avec un brassage génétique fort, ce qui est difficile avec une population mondiale de 12'000 individus. En février 2023, 12 nouveaux individus sont sur le point de rejoindre les 8 premiers guépards de ce projet dans le parc national de Kuno-Palpur.
Début mai 2022, trois bébés guépards sont nés au centre d’élevage de guépards asiatiques de la réserve de biosphère de Turan à Téhéran, selon un communiqué de presse du 1er mai du ministère iranien de l’Environnement, malheureusement, l'un d'entre eux est décédé le 4 mai, à la suite de malformations du poumon gauche et d’une adhérence pulmonaire, selon le Dr Behrang Ekrami, vétérinaire au Centre d’élevage des félins d’Asie[réf. nécessaire].
En 2023 un second, nommé Pirouz, décède d'insuffisance rénale.
À l’état sauvage, en 2022, il ne reste plus que 12 guépards asiatiques en Iran, dont 9 mâles et 3 femelles[réf. nécessaire].